# Kurjenmäki
Kurjenmäki est un quartier du district Keskusta à Turku en Finlande,.

## Description
Kurjenmäki est situé au sud-est du centre-ville.
Les quartiers voisins de Kurjenmäki sont le quartier II, le quartier III, Kupittaa, Mäntymäki, Luolavuori et Vasaramäki.
L'hôpital municipal de Turku (fi), l'hôpital chirurgical Tyks (fi) et l'hôpital Kaskenlinna sont situés à Kurjenmäki.
Malgré leurs noms rappelant les quartiers voisins, les jardins familiaux de Kupittaa, le K-Citymarket Kupittaa et le centre de santé de Mäntymäki se trouvent également dans le quartier Kurjenmäki.

## Galerie

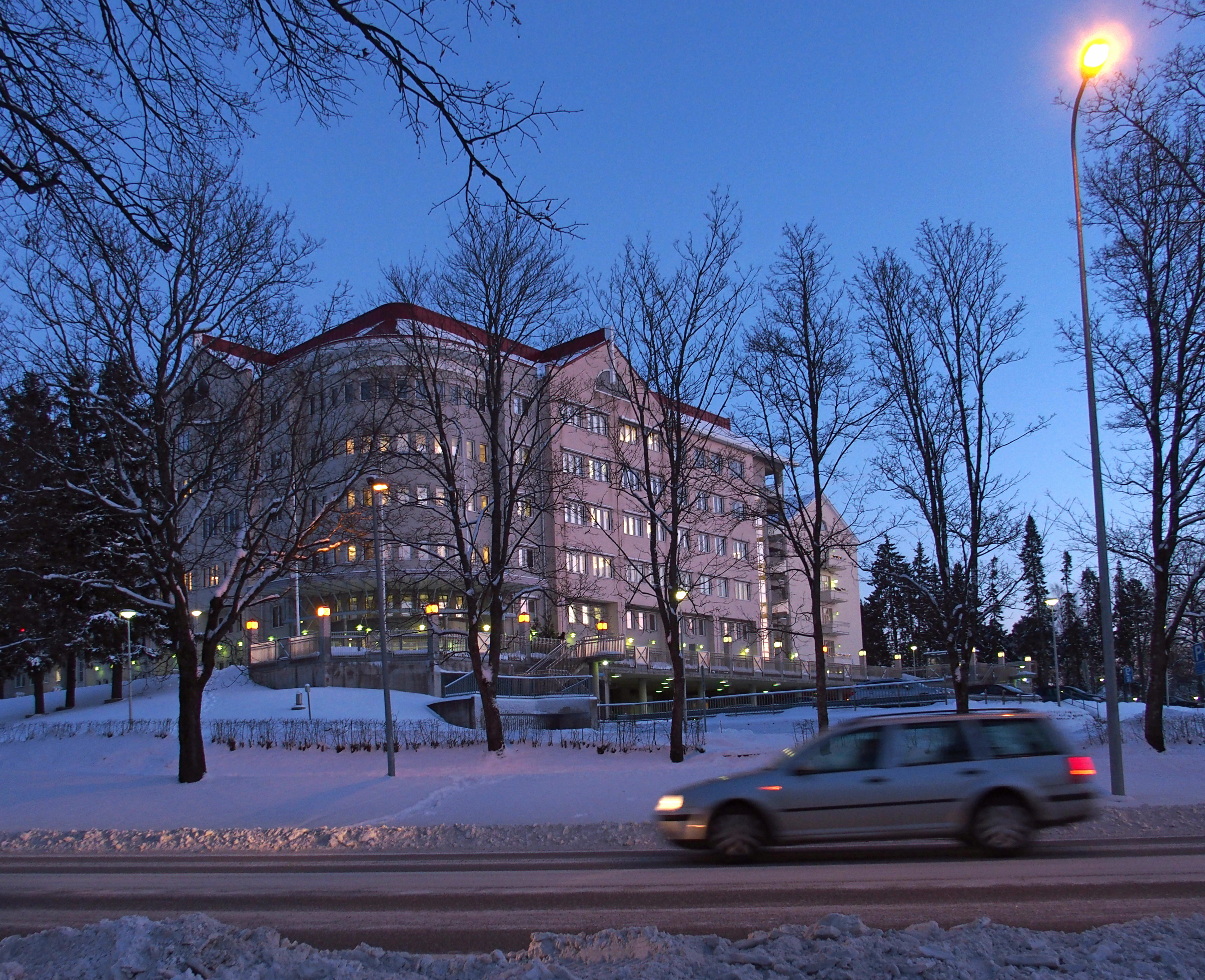
Hôpital chirurgical Tyks.
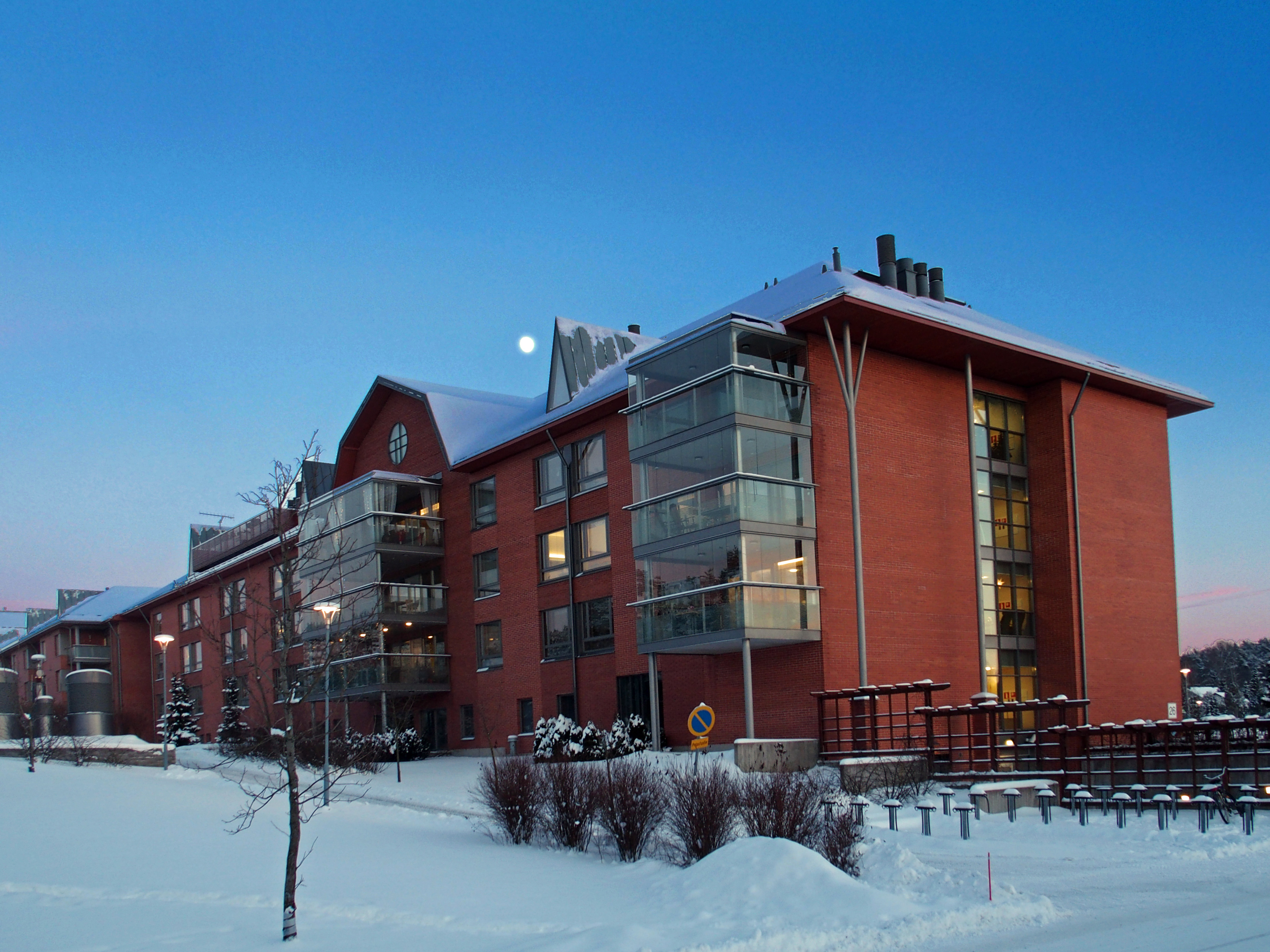
Hôpital de Kaskenlinna.